# Torneo de Stuttgart 2023
El Boss Open 2023 fue  un torneo de tenis jugado en césped al aire libre, perteneciente al ATP Tour 2023 en la categoría ATP Tour 250. Fue la 45.ª edición y se llevó a cabo en Stuttgart (Alemania) del 12 al 18 de junio de 2023.

## Distribución de puntos
| Modalidad            | Campeón | Finalista | Semifinales | Cuartos de final | 2ª ronda | 1ª ronda | Clasificados | 2ª ronda de clasificación | 1ª ronda de clasificación |
| Individual masculino | 250     | 165       | 100         | 50               | 25       | 0        | 13           | 7                         | 0                         |
| Dobles masculino     | 250     | 150       | 90          | 45               | 20       | 0        | -            | -                         | -                         |

## Cabezas de serie

### Individuales masculino
| Tenista            | Ranking | Preclasificado |
| Stefanos Tsitsipas | 5       | 1              |
| Taylor Fritz       | 8       | 2              |
| Frances Tiafoe     | 12      | 3              |
| Hubert Hurkacz     | 14      | 4              |
| Tommy Paul         | 17      | 5              |
| Lorenzo Musetti    | 18      | 6              |
| Matteo Berrettini  | 20      | 7              |
| Nick Kyrgios       | 26      | 8              |

- Ranking del 29 de mayo de 2023.[2]

### Dobles masculino
| Tenista                                  | Ranking | Preclasificado |
| Rohan Bopanna Matthew Ebden              | 27      | 1              |
| Nikola Mektić Mate Pavić                 | 28      | 2              |
| Santiago González Édouard Roger-Vasselin | 36      | 3              |
| Kevin Krawietz Tim Puetz                 | 50      | 4              |

## Campeones

### Individual masculino
Frances Tiafoe venció a  Jan-Lennard Struff por 4-6, 7-6(7-1), 7-6(10-8)

### Dobles masculino
Nikola Mektić /  Mate Pavić vencieron a  Kevin Krawietz /  Tim Puetz por 7-6(7-2), 6-3